# Női egyéni műkorcsolya az 1960. évi téli olimpiai játékokon
Az 1960. évi téli olimpiai játékokon a műkorcsolya női egyéni versenyszámát február 21. és 23. között rendezték. Az aranyérmet az amerikai Carol Heiss nyerte. A versenyszámban nem vett részt magyar versenyző.

## Eredmények
Kilenc bíró pontozta a versenyzőket. A pontok alapján a bírók mindegyikénél külön-külön kialakult egy sorrend, az egyes szakaszokban (kötelező elemek, kűr) és az összesítésnél is, ez egy helyezési pontszámot is jelentett. Az egyes szakaszok, valamint az összesítés eredménye a következő kritériumok alapján alakult ki:
1. „Többségi helyezések száma”. Az a versenyző végzett előrébb, akit a bírók többsége előrébb rangsorolt. A bírók többsége azt jelentette, hogy a legjobb 5 helyezést adó bíró helyezési pontszámait vették figyelembe, de ha az 5. bíró helyezésével még volt azonos helyezés, akkor az(oka)t is figyelembe vették. Ezt az adatot tartalmazza az oszlop. (Pl. a „6×3+” azt jelenti, hogy a versenyző 6 bírónál az első 3 hely valamelyikén végzett.)
2. „Többségi helyezések összege” (a figyelembe vett bírók helyezési pontszámainak összege)
3. „Helyezések összege” (az összes bíró helyezési pontszámainak összege)
4. „Pont” (az összes bíró által adott összpontszám)
5. A kötelező elemek pontszáma

### Kötelező elemek
A kötelező programot február 21-én és 22-én rendezték. A pontszám az első figura pontszámának háromszorosánek, a 2., 3. figura pontszámának négyszeresének, és a 4., 5. figura pontszámának ötszörösének összege.
| Hely. | Versenyző          | Nemzet                      | Többségi helyezések száma | Többségi helyezések összege | Helyezések összege | Pont  |
| ----- | ------------------ | --------------------------- | ------------------------- | --------------------------- | ------------------ | ----- |
| 1.    | Carol Heiss        | Egyesült Államok (USA)      | 9×1+                      | 9,0                         | 9,0                | 837,8 |
| 2.    | Sjoukje Dijkstra   | Hollandia (NED)             | 8×2+                      | 16,0                        | 20,0               | 792,0 |
| 3.    | Barbara Roles      | Egyesült Államok (USA)      | 6×3+                      | 17,0                        | 32,0               | 772,9 |
| 4.    | Joan Haanappel     | Hollandia (NED)             | 6×5+                      | 26,0                        | 45,5               | 737,1 |
| 5.    | Jana Mrázková      | Csehszlovákia (TCH)         | 6×5+                      | 27,0                        | 54,0               | 732,5 |
| 6.    | Laurie Owen        | Egyesült Államok (USA)      | 8×7+                      | 19,5                        | 57,5               | 741,7 |
| 7.    | Regine Heitzer     | Ausztria (AUT)              | 6×7+                      | 35,0                        | 74,0               | 719,6 |
| 8.    | Anna Galmarini     | Olaszország (ITA)           | 5×9+                      | 41,5                        | 84,5               | 704,4 |
| 9.    | Karin Frohner      | Ausztria (AUT)              | 6×10+                     | 54,5                        | 118,5              | 675,5 |
| 10.   | Sandra Tewkesbury  | Kanada (CAN)                | 5×10+                     | 36,5                        | 86,0               | 701,7 |
| 11.   | Dany Rigoulot      | Franciaország (FRA)         | 5×11+                     | 50,0                        | 108,5              | 682,6 |
| 12.   | Nicole Hassler     | Franciaország (FRA)         | 5×12+                     | 47,0                        | 108,5              | 687,3 |
| 13.   | Wendy Griner       | Kanada (CAN)                | 5×13+                     | 50,0                        | 113,5              | 682,6 |
| 14.   | Patricia Pauley    | Nagy-Britannia (GBR)        | 5×13+                     | 55,5                        | 118,5              | 680,8 |
| 15.   | Carla Tichatscheck | Olaszország (ITA)           | 6×15+                     | 61,5                        | 126,5              | 674,7 |
| 16.   | Ueno Dzsunko       | Japán (JPN)                 | 6×15+                     | 72,5                        | 127,5              | 677,9 |
| 17.   | Carolyn Krau       | Nagy-Britannia (GBR)        | 5×17+                     | 66,0                        | 140,5              | 669,2 |
| 18.   | Bärbel Martin      | Egyesült Német Csapat (EUA) | 5×17+                     | 72,5                        | 150,5              | 656,3 |
| 19.   | Fukuhara Miva      | Japán (JPN)                 | 7×19+                     | 88,5                        | 171,5              | 644,4 |
| 20.   | Ursel Barkey       | Egyesült Német Csapat (EUA) | 6×19+                     | 102,0                       | 162,0              | 653,4 |
| 21.   | Franziska Schmidt  | Svájc (SUI)                 | 6×21+                     | 113,5                       | 180,0              | 628,2 |
| 22.   | Liliane Crosa      | Svájc (SUI)                 | 5×21+                     | 104,0                       | 191,5              | 625,4 |
| 23.   | Patricia Eastwood  | Dél-afrikai Unió (RSA)      | 8×23+                     | 181,0                       | 205,0              | 582,4 |
| 24.   | Marion Sage        | Dél-afrikai Unió (RSA)      | 5×24+                     | 120,0                       | 221,0              | 545,9 |
| 25.   | Aileen Shaw        | Ausztrália (AUS)            | 6×25+                     | 147,0                       | 225,0              | 541,4 |
| 26.   | Mary Wilson        | Ausztrália (AUS)            | 9×26+                     | 228,0                       | 228,0              | 521,4 |

### Kűr
A kűrt február 23-án rendezték. A pontszám a bírók által adott pontok 6,3-szorosa.
| Hely. | Versenyző          | Nemzet                      | Többségi helyezések száma | Többségi helyezések összege | Helyezések összege | Pont  |
| ----- | ------------------ | --------------------------- | ------------------------- | --------------------------- | ------------------ | ----- |
| 1.    | Carol Heiss        | Egyesült Államok (USA)      | 8×1+                      | 8,0                         | 10,0               | 652,3 |
| 2.    | Barbara Roles      | Egyesült Államok (USA)      | 6×2+                      | 11,0                        | 20,0               | 642,0 |
| 3.    | Sjoukje Dijkstra   | Hollandia (NED)             | 8×3+                      | 21,0                        | 25,0               | 632,8 |
| 4.    | Regine Heitzer     | Ausztria (AUT)              | 5×5+                      | 21,0                        | 54,5               | 608,3 |
| 5.    | Jana Mrázková      | Csehszlovákia (TCH)         | 5×5+                      | 22,5                        | 54,5               | 606,2 |
| 6.    | Laurie Owen        | Egyesült Államok (USA)      | 7×8+                      | 43,5                        | 66,5               | 601,3 |
| 7.    | Joan Haanappel     | Hollandia (NED)             | 5×8+                      | 32,0                        | 74,5               | 594,8 |
| 8.    | Wendy Griner       | Kanada (CAN)                | 5×9+                      | 36,5                        | 80,5               | 592,4 |
| 9.    | Sandra Tewkesbury  | Kanada (CAN)                | 6×10+                     | 42,0                        | 76,0               | 594,4 |
| 10.   | Anna Galmarini     | Olaszország (ITA)           | 6×10+                     | 47,5                        | 83,0               | 590,6 |
| 11.   | Karin Frohner      | Ausztria (AUT)              | 6×10+                     | 49,0                        | 85,5               | 590,5 |
| 12.   | Nicole Hassler     | Franciaország (FRA)         | 5×10+                     | 41,5                        | 92,5               | 585,3 |
| 13.   | Dany Rigoulot      | Franciaország (FRA)         | 6×13+                     | 72,0                        | 117,0              | 571,2 |
| 14.   | Bärbel Martin      | Egyesült Német Csapat (EUA) | 8×14+                     | 97,0                        | 114,5              | 563,5 |
| 15.   | Carla Tichatscheck | Olaszország (ITA)           | 5×16+                     | 75,0                        | 150,0              | 526,4 |
| 16.   | Patricia Pauley    | Nagy-Britannia (GBR)        | 9×17+                     | 147,0                       | 147,0              | 533,0 |
| 17.   | Liliane Crosa      | Svájc (SUI)                 | 8×18+                     | 128,5                       | 148,5              | 532,0 |
| 18.   | Ursel Barkey       | Egyesült Német Csapat (EUA) | 5×18+                     | 84,0                        | 168,0              | 511,1 |
| 19.   | Franziska Schmidt  | Svájc (SUI)                 | 6×19+                     | 100,5                       | 164,0              | 513,6 |
| 20.   | Ueno Dzsunko       | Japán (JPN)                 | 5×19+                     | 94,0                        | 179,0              | 498,6 |
| 21.   | Carolyn Krau       | Nagy-Britannia (GBR)        | 6×21+                     | 118,5                       | 185,5              | 491,1 |
| 22.   | Fukuhara Miva      | Japán (JPN)                 | 5×21+                     | 97,5                        | 187,5              | 490,3 |
| 23.   | Marion Sage        | Dél-afrikai Unió (RSA)      | 8×23+                     | 178,5                       | 202,0              | 455,0 |
| 24.   | Aileen Shaw        | Ausztrália (AUS)            | 8×24+                     | 190,5                       | 215,5              | 424,3 |
| 25.   | Patricia Eastwood  | Dél-afrikai Unió (RSA)      | 6×25+                     | 149,0                       | 227,0              | 388,4 |
| 26.   | Mary Wilson        | Ausztrália (AUS)            | 9×26+                     | 231,0                       | 231,0              | 368,8 |

### Végeredmény
| Helyezés | Versenyző          | Nemzet                      | Helyezési pontszámok bírónként | Helyezési pontszámok bírónként | Helyezési pontszámok bírónként | Helyezési pontszámok bírónként | Helyezési pontszámok bírónként | Helyezési pontszámok bírónként | Helyezési pontszámok bírónként | Helyezési pontszámok bírónként | Helyezési pontszámok bírónként | Több. hely. száma | Több. hely. össz. | Hely. össz. | Pont   |
| Helyezés | Versenyző          | Nemzet                      | 1                              | 2                              | 3                              | 4                              | 5                              | 6                              | 7                              | 8                              | 9                              | Több. hely. száma | Több. hely. össz. | Hely. össz. | Pont   |
| -------- | ------------------ | --------------------------- | ------------------------------ | ------------------------------ | ------------------------------ | ------------------------------ | ------------------------------ | ------------------------------ | ------------------------------ | ------------------------------ | ------------------------------ | ----------------- | ----------------- | ----------- | ------ |
| Arany    | Carol Heiss        | Egyesült Államok (USA)      | 1,0                            | 1,0                            | 1,0                            | 1,0                            | 1,0                            | 1,0                            | 1,0                            | 1,0                            | 1,0                            | 9×1+              | 9                 | 9           | 1490,1 |
| Ezüst    | Sjoukje Dijkstra   | Hollandia (NED)             | 2,0                            | 2,0                            | 2,0                            | 2,0                            | 2,0                            | 2,0                            | 3,0                            | 2,0                            | 3,0                            | 7×2+              | 14                | 20          | 1424,8 |
| Bronz    | Barbara Roles      | Egyesült Államok (USA)      | 3,0                            | 4,0                            | 3,0                            | 3,0                            | 3,0                            | 3,0                            | 2,0                            | 3,0                            | 2,0                            | 8×3+              | 22                | 26          | 1414,9 |
| 4.       | Jana Mrázková      | Csehszlovákia (TCH)         | 5,0                            | 7,0                            | 4,0                            | 5,0                            | 4,0                            | 4,0                            | 10,0                           | 5,0                            | 9,0                            | 6×5+              | 27                | 53          | 1338,7 |
| 5.       | Joan Haanappel     | Hollandia (NED)             | 7,0                            | 5,0                            | 7,0                            | 6,0                            | 6,0                            | 6,0                            | 6,0                            | 4,0                            | 5,0                            | 7×6+              | 38                | 52          | 1331,9 |
| 6.       | Laurie Owen        | Egyesült Államok (USA)      | 6,0                            | 3,0                            | 6,0                            | 13,0                           | 7,0                            | 5,0                            | 4,0                            | 9,0                            | 4,0                            | 6×6+              | 28                | 57          | 1343,0 |
| 7.       | Regine Heitzer     | Ausztria (AUT)              | 4,0                            | 9,0                            | 5,0                            | 4,0                            | 5,0                            | 7,0                            | 12,0                           | 6,0                            | 6,0                            | 6×6+              | 30                | 58          | 1327,9 |
| 8.       | Anna Galmarini     | Olaszország (ITA)           | 9,0                            | 10,0                           | 9,0                            | 7,0                            | 8,0                            | 8,0                            | 11,0                           | 7,0                            | 10,0                           | 6×9+              | 48                | 79          | 1295,0 |
| 9.       | Karin Frohner      | Ausztria (AUT)              | 8,0                            | 14,0                           | 8,0                            | 12,0                           | 9,0                            | 9,0                            | 15,0                           | 8,0                            | 16,0                           | 5×9+              | 42                | 99          | 1266,0 |
| 10.      | Sandra Tewkesbury  | Kanada (CAN)                | 10,0                           | 6,0                            | 10,0                           | 9,0                            | 10,0                           | 11,0                           | 5,0                            | 10,0                           | 7,0                            | 8×10+             | 67                | 78          | 1296,1 |
| 11.      | Nicole Hassler     | Franciaország (FRA)         | 11,0                           | 8,0                            | 11,0                           | 10,0                           | 11,0                           | 16,0                           | 9,0                            | 13,0                           | 8,0                            | 7×11+             | 68                | 97          | 1272,6 |
| 12.      | Wendy Griner       | Kanada (CAN)                | 13,0                           | 12,0                           | 12,0                           | 8,0                            | 12,0                           | 10,0                           | 7,0                            | 12,0                           | 12,0                           | 8×12+             | 85                | 98          | 1275,0 |
| 13.      | Dany Rigoulot      | Franciaország (FRA)         | 12,0                           | 13,0                           | 14,0                           | 11,0                           | 15,0                           | 12,0                           | 8,0                            | 11,0                           | 11,0                           | 6×12+             | 65                | 107         | 1253,8 |
| 14.      | Bärbel Martin      | Egyesült Német Csapat (EUA) | 17,0                           | 11,0                           | 16,0                           | 14,0                           | 18,0                           | 14,0                           | 14,0                           | 15,0                           | 13,0                           | 5×14+             | 66                | 132         | 1219,8 |
| 15.      | Patricia Pauley    | Nagy-Britannia (GBR)        | 14,0                           | 18,0                           | 13,0                           | 16,0                           | 13,0                           | 13,0                           | 18,0                           | 14,0                           | 15,0                           | 5×14+             | 67                | 134         | 1213,8 |
| 16.      | Carla Tichatscheck | Olaszország (ITA)           | 15,0                           | 17,0                           | 15,0                           | 15,0                           | 20,0                           | 15,0                           | 16,0                           | 16,0                           | 14,0                           | 5×15+             | 74                | 143         | 1201,1 |
| 17.      | Ueno Dzsunko       | Japán (JPN)                 | 16,0                           | 15,0                           | 17,0                           | 19,0                           | 16,0                           | 21,0                           | 19,0                           | 17,0                           | 18,0                           | 5×17+             | 81                | 158         | 1176,5 |
| 18.      | Ursel Barkey       | Egyesült Német Csapat (EUA) | 19,0                           | 16,0                           | 22,0                           | 17,0                           | 19,0                           | 19,0                           | 13,0                           | 20,0                           | 21,0                           | 6×19+             | 103               | 166         | 1164,5 |
| 19.      | Carolyn Krau       | Nagy-Britannia (GBR)        | 18,0                           | 21,0                           | 18,0                           | 20,0                           | 14,0                           | 22,0                           | 17,0                           | 19,0                           | 19,0                           | 6×19+             | 105               | 168         | 1160,3 |
| 20.      | Liliane Crosa      | Svájc (SUI)                 | 22,0                           | 19,0                           | 19,0                           | 18,0                           | 17,0                           | 17,0                           | 20,0                           | 22,0                           | 17,0                           | 6×19+             | 107               | 171         | 1157,4 |
| 21.      | Fukuhara Miva      | Japán (JPN)                 | 21,0                           | 22,0                           | 21,0                           | 21,0                           | 21,0                           | 20,0                           | 21,0                           | 21,0                           | 20,0                           | 8×21+             | 166               | 188         | 1134,7 |
| 22.      | Franziska Schmidt  | Svájc (SUI)                 | 20,0                           | 20,0                           | 20,0                           | 22,0                           | 22,0                           | 18,0                           | 22,0                           | 18,0                           | 22,0                           | 5×20+             | 96                | 184         | 1141,8 |
| 23.      | Marion Sage        | Dél-afrikai Unió (RSA)      | 23,0                           | 24,0                           | 23,0                           | 23,0                           | 23,0                           | 24,0                           | 23,0                           | 23,0                           | 24,0                           | 6×23+             | 138               | 210         | 1000,9 |
| 24.      | Aileen Shaw        | Ausztrália (AUS)            | 24,0                           | 25,0                           | 24,0                           | 25,0                           | 24,0                           | 25,0                           | 24,0                           | 25,0                           | 25,0                           | 9×25+             | 221               | 221         | 965,7  |
| 25.      | Patricia Eastwood  | Dél-afrikai Unió (RSA)      | 25,0                           | 23,0                           | 25,0                           | 26,0                           | 25,0                           | 23,0                           | 25,0                           | 24,0                           | 23,0                           | 8×25+             | 193               | 219         | 970,8  |
| 26.      | Mary Wilson        | Ausztrália (AUS)            | 26,0                           | 26,0                           | 26,0                           | 24,0                           | 26,0                           | 26,0                           | 26,0                           | 26,0                           | 26,0                           | 9×26+             | 232               | 232         | 890,2  |